# 佐藤達也 (実業家)
佐藤 達也（さとう たつや、1959年8月26日 - ）は、日本の実業家。兵庫県神戸市出身。株式会社J-オイルミルズ代表取締役社長執行役員。一般社団法人日本植物油協会会長、一般社団法人日本食品・バイオ知的財産権センター会長。

## 人物・経歴
兵庫県神戸市出身。埼玉県立大宮高等学校卒業。1983年上智大学外国語学部卒業後、味の素株式会社に入社。同社において海外を中心とし、主として医薬用アミノ酸事業を牽引。2009年アメリカ味の素社アミノ酸事業担当部長、2013年味の素ノースアメリカ社副社長（アミノ酸事業責任者）、2016年味の素ノースアメリカ社社長、2017年味の素株式会社理事、2018年同社北米本部長、味の素ヘルス・アンド・ニュートリション・ ノースアメリカ社社長、2019年同社常務執行役員、2021年株式会社J-オイルミルズ専務執行役員コーポレート管掌、2021年同社取締役専務執行役員コーポレート本部長を経て、2022年同社代表取締役社長執行役員に就任。同年5月に一般社団法人日本植物油協会副会長に就任。同年6月に一般社団法人日本食品・バイオ知的財産権センター会長に就任。2024年一般社団法人日本植物油協会会長に就任。